# Élevage ovin

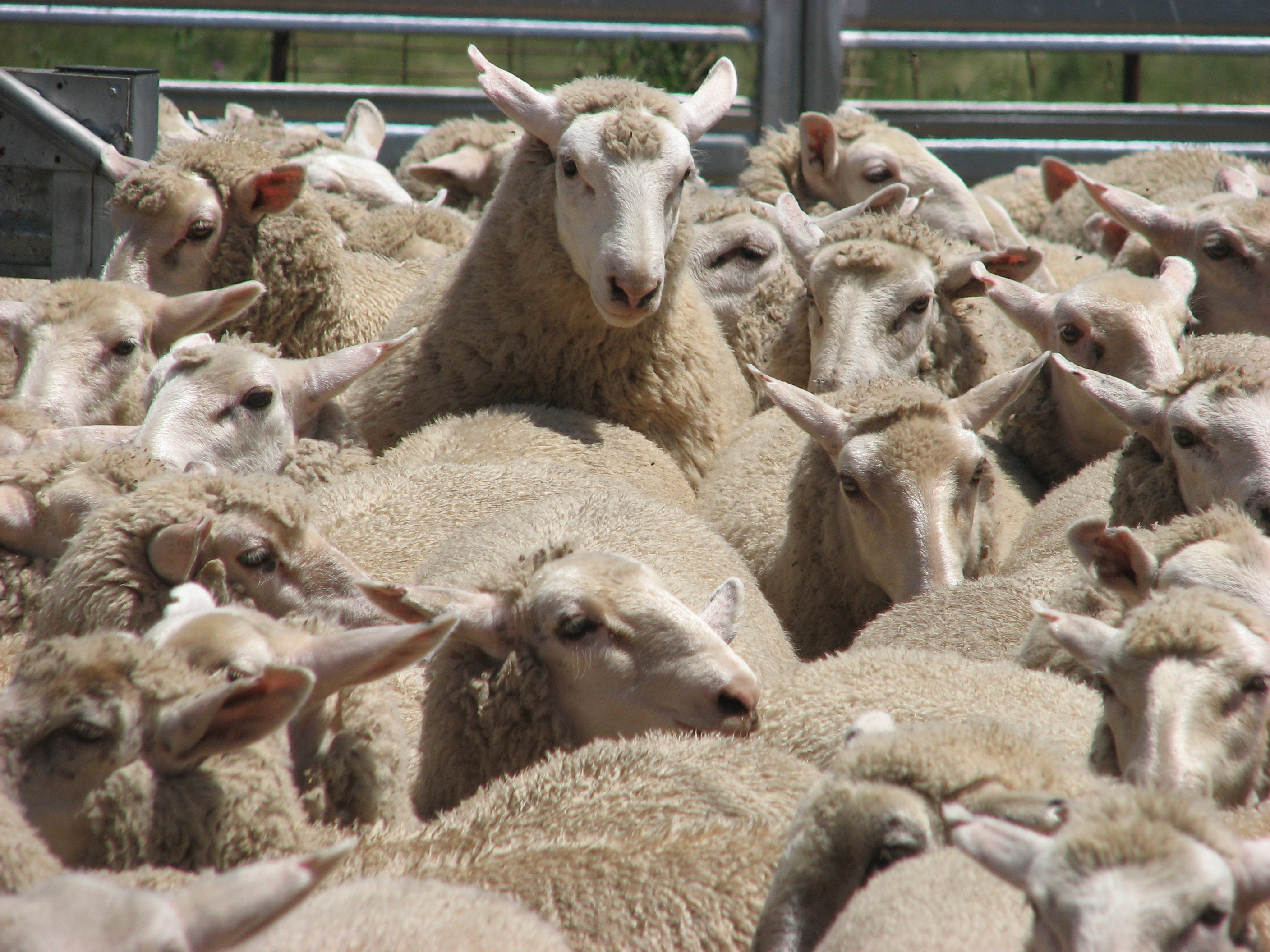
Élevage ovin en Australie

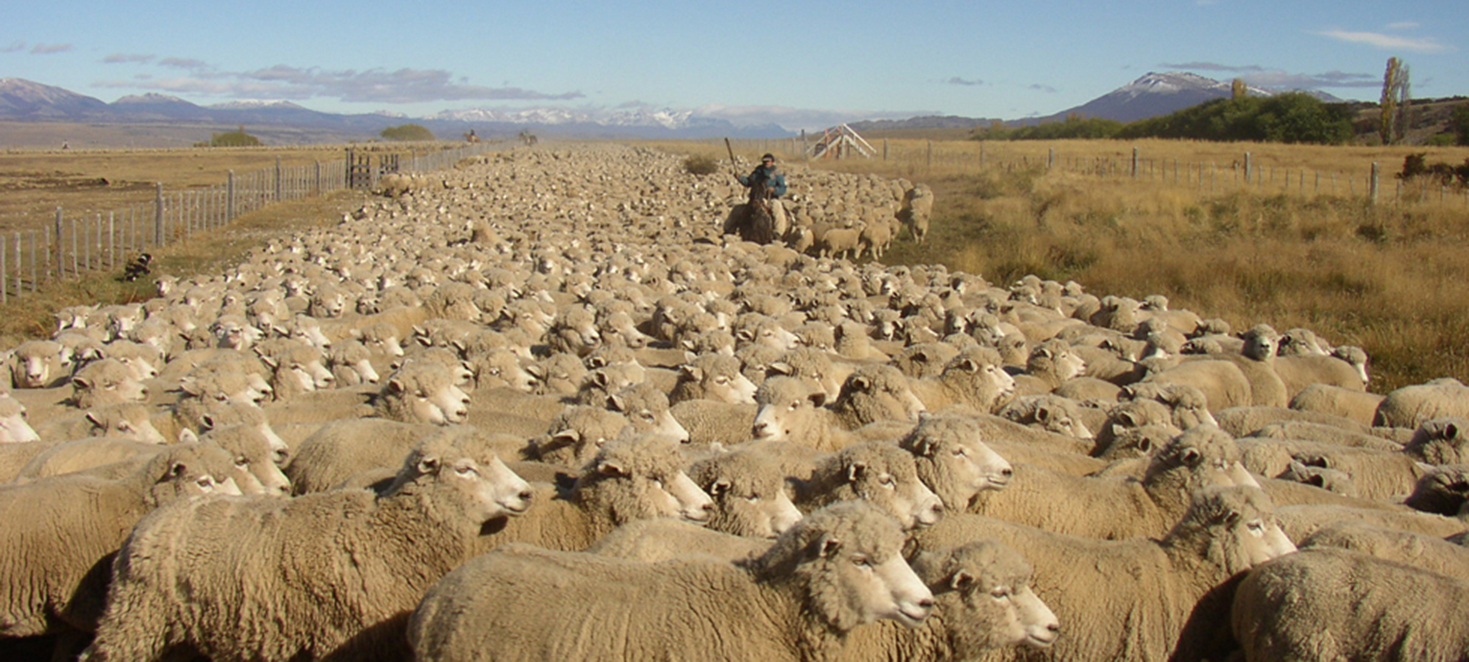
Moutons en Patagonie, Argentine

L'élevage ovin concerne l'élevage des moutons (Ovis aries) au profit des humains.

## Histoire
La domestication du mouton est une des plus anciennes après celle du chien. Elle s'est probablement faite dans le croissant fertile autour de la Mésopotamie. Le processus d'élevage a conduit à la domestication et à l'émergence de races spécialisées.
Une mutation survenue au Maghreb en a révolutionné l'élevage. Des moutons à la laine très fine et longue sont apparus. Amenés en Espagne, ils y ont créé la race Mérinos. Cette race à la qualité de laine exceptionnelle a été longtemps gardée jalousement par les Espagnols, avant de s'exporter mondialement.

## Production

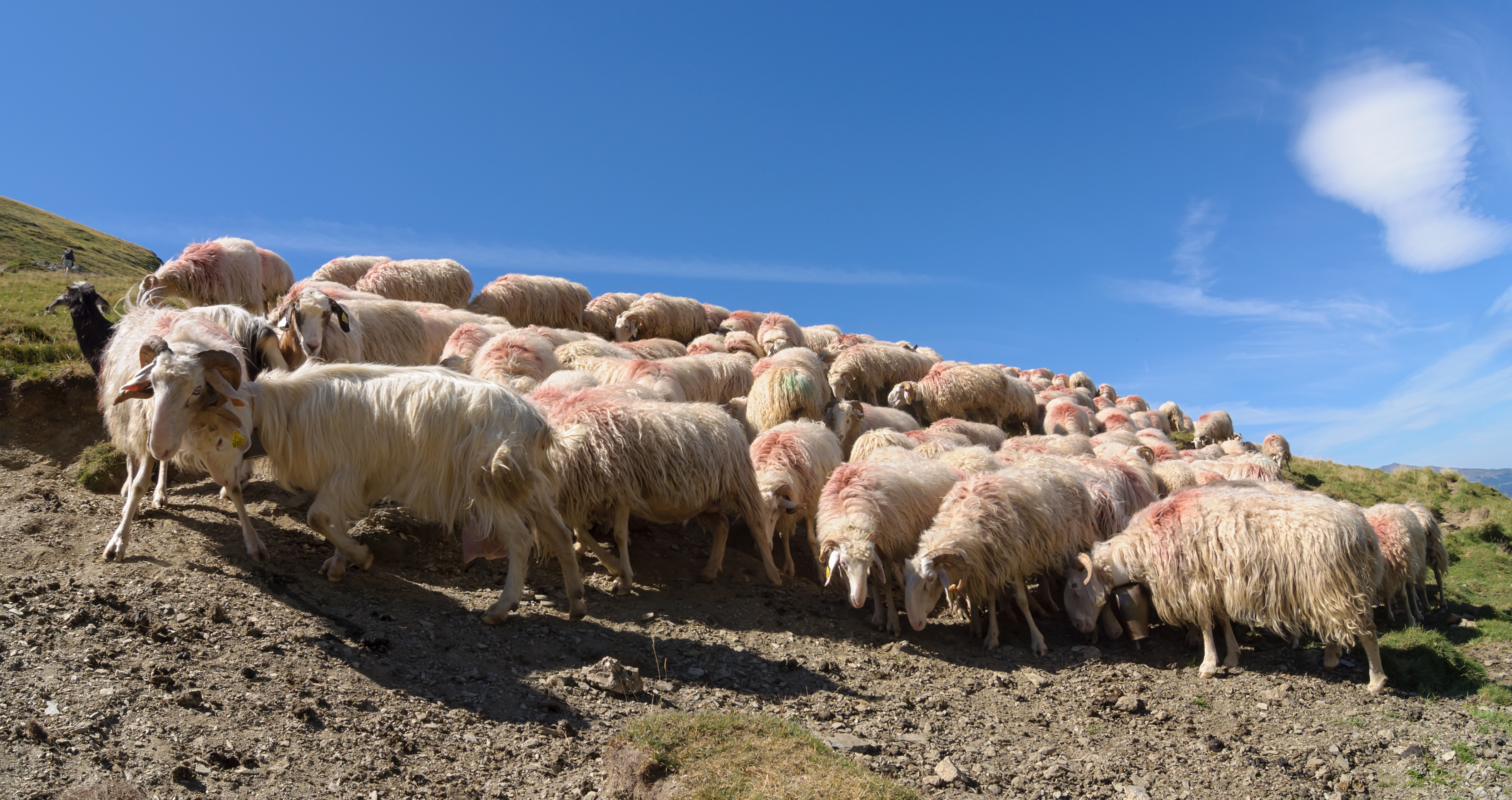
Troupeau de basco-béarnaises, élevées pour leur lait destiné à produire du fromage.

- Viande : c'est la production primitive. En Occident elle n'est prisée que pour les jeunes agneaux au printemps. Dans les pays de tradition islamique le mouton est une viande noble, consommée lors de fêtes religieuses (Aïd el-Kebir,  Achoura).
- Laine : elle est utilisée pour la fabrication de vêtements (très bonnes propriétés isolantes), de tapis (tapis persan), etc.
- Lait : peu consommé en l'état, il est principalement transformé en fromage (fromages au lait de brebis).
- Fumier : dans l'élevage traditionnel, le mouton est élevé en pâturage extensif, mais l'élevage en bergerie génère un fumier de bonne qualité en maraîchage.
- Nettoyage écologique : le mouton a longtemps été élevé en zone d'arboriculture fruitière. Il gardait propre le sol en le pâturant. Ses excréments contribuaient à fertiliser le sol. Aujourd'hui, cette pratique perdure dans les zones à agriculture traditionnelle. Cet usage est cependant remis d'actualité en France, Espagne ou Italie, pour nettoyer les sous-bois et les rendre moins inflammables. La race des moutons d'Ouessant est quasi exclusivement élevée par des particuliers qui utilisent sa petite taille pour entretenir des parcs ou terrains.

## Principaux pays d'élevage ovin

### Chili
L'éleveur et berger Sergio Catalán (1928-2020), est une personnalité célèbre de l'élevage ovin.

### Chine
D'après la FAO (Food and Agriculture organisation) des Nations unies, la Chine est le plus important pays pour l'élevage de moutons avec 162 millions de têtes en 2016.

### Australie
En 2017, on comptait plus de 70 millions de moutons en Australie ; les principales régions de l'élevage ovin sont la Nouvelle-Galles du Sud avec 27 millions, l'Australie-Occidentale avec 14,2 millions, et l'Australie-Méridionale avec 11,1 millions.

### Inde
D'après la FAO, l'Inde est en 2016 le troisième pays au monde pour l'élevage ovin avec 63 millions de têtes.

### Nouvelle-Zélande

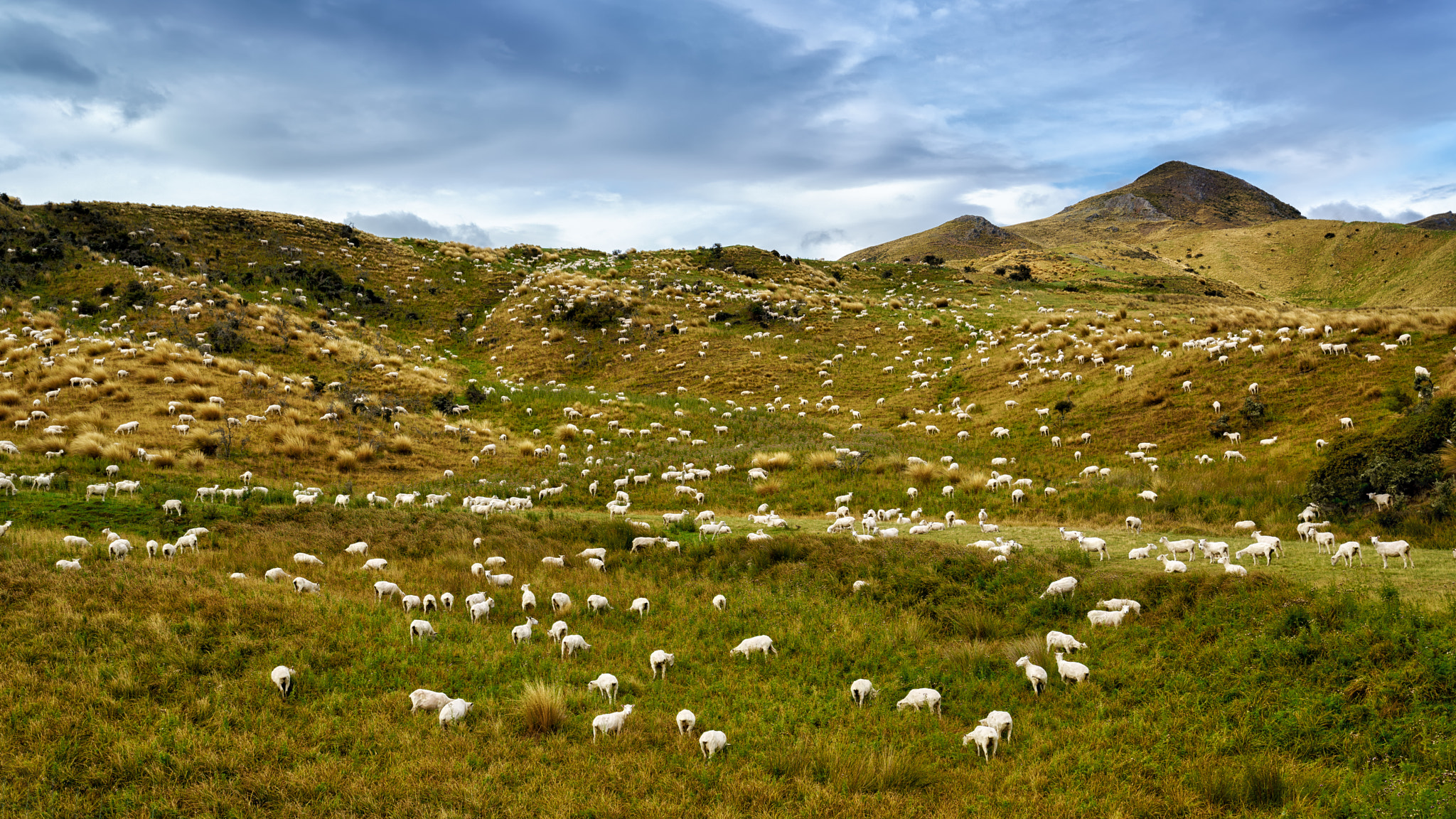
Élevage de moutons en Nouvelle-Zélande.

La Nouvelle-Zélande est un des pays qui comptent le plus de moutons par habitant, avec 27,3 millions de moutons pour 4,8 millions d'habitants en 2018. Toutefois, leur nombre a considérablement baissé, puisqu'il était de  100 millions en 1990 et de 40,1 millions en 2006. Afin de réduire le rejet de méthane lié à cet élevage, des chercheurs ont réussi par des méthodes de sélection génétique à réduire de 10 % les rots et les pets de moutons. Leurs travaux ont montré que ces rejets sont en partie liés à des traits héréditaires,. Pour mesurer ces rejets, les moutons ont été placés dans des chambres spéciales pendant de courtes périodes pour mesurer précisément les gaz qu'ils produisent.

### France
En France, le cheptel ovin s’établit à 6,9 millions de têtes en 2011. Parmi elles, on compte 5 millions de brebis, dont 1/4 sont des brebis laitières. 
Le cheptel ovin français décline depuis plusieurs décennies : en 2000, il atteignait 9,3 millions de têtes, et près de 13 millions en 1979. C'est surtout l'élevage ovin pour la viande qui régresse.
Le nombre d'exploitations agricoles détenant des ovins a chuté depuis 2000 : elles sont environ 53 000 en 2011, contre près de 96 000 en 2000.

## Normes et réglementations pour l’élevage ovin

### Identification et traçabilité
Tous les propriétaires d'ovins, qu'ils soient reconnus comme éleveur ou non, sont tenus de déclarer leurs effectifs annuels ainsi que les naissances de l'année précédente auprès de l'établissement départemental de l’élevage (EdE). 
Les animaux doivent être identifiés par un système de boucles auriculaires. Tous les animaux nés sur l'exploitation doivent être identifiés avant d'avoir six mois ou à leur sortie de l'exploitation. À chaque entrée ou sortie d’animaux de l’exploitation, l'éleveur doit remplir un document de circulation. Ce document permet de tracer les animaux et doit les accompagner durant leur déplacement. L’ensemble des informations liées aux identifications et les justificatifs de déplacement des animaux doivent être tenues à jour dans un registre d’élevage et les documents doivent être conservés durant cinq ans minimum.
Le règlement européen spécifie également que l’éleveur est responsable de la qualité sanitaire des produits issus de son exploitation. Selon la réglementation des informations sur la chaîne alimentaire (ICA), l’éleveur est dans l’obligation d’informer la filière d'éventuels problèmes sanitaires pour toutes sorties des animaux de l’exploitation.

### Sanitaire
En France, les propriétaires d'ovins sont tenus de sélectionner un vétérinaire sanitaire pour leur élevage. Pour déplacer les animaux, l'éleveur doit tenir un registre sanitaire qui enregistre tous les traitements médicaux et les interventions effectuées sur les animaux. Ce registre inclut le nom du médicament, la date, le numéro des animaux concernés, et le délai d'attente avant que la viande ou le lait puissent être consommés. Les ordonnances, les bilans sanitaires et les comptes-rendus des visites annuelles doivent aussi être conservés dans ce registre.